# Tang Xiaoyin
Dans ce nom chinois, le nom de famille, Tang, précède le nom personnel.
Tang Xiaoyin (née le 29 avril 1985 à Canton) est une athlète chinoise, spécialiste du 400 mètres. 

## Biographie

### Palmarès
| Date | Compétition                   | Lieu      | Résultat | Épreuve   | Performance   |
| ---- | ----------------------------- | --------- | -------- | --------- | ------------- |
| 2004 | Championnats d'Asie juniors   | Ipoh      | 1re      | 400 m     | 52 s 66       |
| 2004 | Championnats du monde juniors | Grosseto  | 4e       | 400 m     | 52 s 87       |
| 2005 | Jeux de l'Asie de l'Est       | Macao     | 2e       | 400 m     | 52 s 93       |
| 2006 | Jeux asiatiques               | Doha      | 5e       | 400 m     | 53 s 66       |
| 2006 | Jeux asiatiques               | Doha      | 3e       | 4 × 400 m | 3 min 33 s 92 |
| 2007 | Jeux asiatiques en salle      | Macao     | 1re      | 400 m     | 53 s 56       |
| 2009 | Championnats d'Asie           | Canton    | 6e       | 400 m     | 54 s 10       |
| 2009 | Championnats d'Asie           | Canton    | 1re      | 4 × 400 m | 3 min 31 s 08 |
| 2009 | Jeux de l'Asie de l'Est       | Hong Kong | 2e       | 400 m     | 53 s 84       |
| 2009 | Jeux de l'Asie de l'Est       | Hong Kong | 1re      | 4 × 100 m | 44 s 69       |
| 2009 | Jeux de l'Asie de l'Est       | Hong Kong | 1re      | 4 × 400 m | 3 min 37 s 72 |
| 2010 | Jeux asiatiques               | Canton    | 6e       | 400 m     | 53 s 55       |
| 2010 | Jeux asiatiques               | Canton    | 3e       | 4 × 400 m | 3 min 30 s 89 |
| 2012 | Championnats d'Asie en salle  | Hangzhou  | 3e       | 400 m     | 55 s 06       |
| 2012 | Championnats d'Asie en salle  | Hangzhou  | 1re      | 4 × 400 m | 3 min 40 s 34 |
| 2013 | Jeux de l'Asie de l'Est       | Tianjin   | 2e       | 400 m     | 54 s 31       |
| 2013 | Jeux de l'Asie de l'Est       | Tianjin   | 1re      | 4 × 400 m | 3 min 35 s 65 |

### Records
| Épreuve    | Épreuve      | Performance | Lieu         | Date            |
| ---------- | ------------ | ----------- | ------------ | --------------- |
| 400 mètres | En plein air | 52 s 55     | Shijiazhuang | 5 août 2006     |
| 400 mètres | En salle     | 53 s 25     | Pékin        | 25 février 2006 |